# Anthrax stepensis
Anthrax stepensis är en tvåvingeart som beskrevs av Paramonov 1935. Anthrax stepensis ingår i släktet Anthrax och familjen svävflugor. Inga underarter finns listade i Catalogue of Life.